# Shoshin
Shoshin est un terme japonais qui signifie « esprit du débutant », utilisé dans le bouddhisme zen et dans les arts martiaux (budo). C'est une attitude d'humilité que le pratiquant doit conserver tout au long de sa progression, quel que soit son niveau atteint.
C'était une des expressions favorites de Dogen.
Selon le maître zen Shunryu Suzuki : « Dans l’esprit du débutant n’existe pas la pensée : "j’ai atteint quelque chose". Toutes les pensées égocentriques limitent notre vaste esprit. Lorsque nous n’avons pas l’idée de réalisation, pas l’idée de soi, nous sommes de vrais débutants. Alors nous pouvons réellement apprendre quelque chose. [...] Il n’est pas nécessaire d’avoir une profonde compréhension du zen. Même si vous lisez beaucoup de livres sur le zen, vous devez lire chaque phrase avec un esprit neuf. Vous ne devriez pas dire "je sais ce qu’est le zen", ou "j’ai atteint l’illumination". C’est aussi le vrai secret des arts [martiaux] : soyez toujours un débutant. Faites très, très attention à ce point. »